# Резолюция Совета Безопасности ООН 1222
Резолюция Совета Безопасности Организации Объединённых Наций 1222 (код — S/RES/1222), принятая 15 января 1999 года, сославшись на предыдущие резолюции по Хорватии, включая резолюции 779 (1992), 981 (1995), 1147 (1998) и 1183 (1998), Совет уполномочил Миссию наблюдателей ООН в Превлаке (UNMOP) продолжить мониторинг демилитаризации в районе полуострова Превлака в Хорватии до 15 июля 1999 года.
Совет безопасности приветствовал недавнее снятие ограничений на свободу передвижения ЮНМОП и улучшение сотрудничества со стороны Хорватии, но в то же время отметил давние нарушения режима демилитаризации и присутствие югославских и время от времени хорватских сил. Он также приветствовал готовность Хорватии вновь открыть пункты пересечения границы с Черногорией как важную меру укрепления доверия, которая привела к налаживанию гражданского движения в обоих направлениях.
Сторонам было настоятельно предложено полностью выполнить соглашение о нормализации отношений, прекратить нарушения режима демилитаризации, снизить напряженность и обеспечить свободу передвижения наблюдателям Организации Объединённых Наций. Генерального секретаря Кофи Аннана попросили рассмотреть вопрос о сокращении числа военных наблюдателей до 22 человек в свете улучшения условий. Его также попросили доложить Совету о ситуации к 15 апреля 1999 года относительно прогресса на пути к мирному решению спора между Хорватией и Сербией и Черногорией. Наконец, Силы стабилизации, санкционированные Резолюцией 1088 (1996) и продленные Резолюцией 1174 (1998), должны были сотрудничать с ЮНМОП.